# Wohn- und Wirtschaftsgebäude Findorfer Straße 4

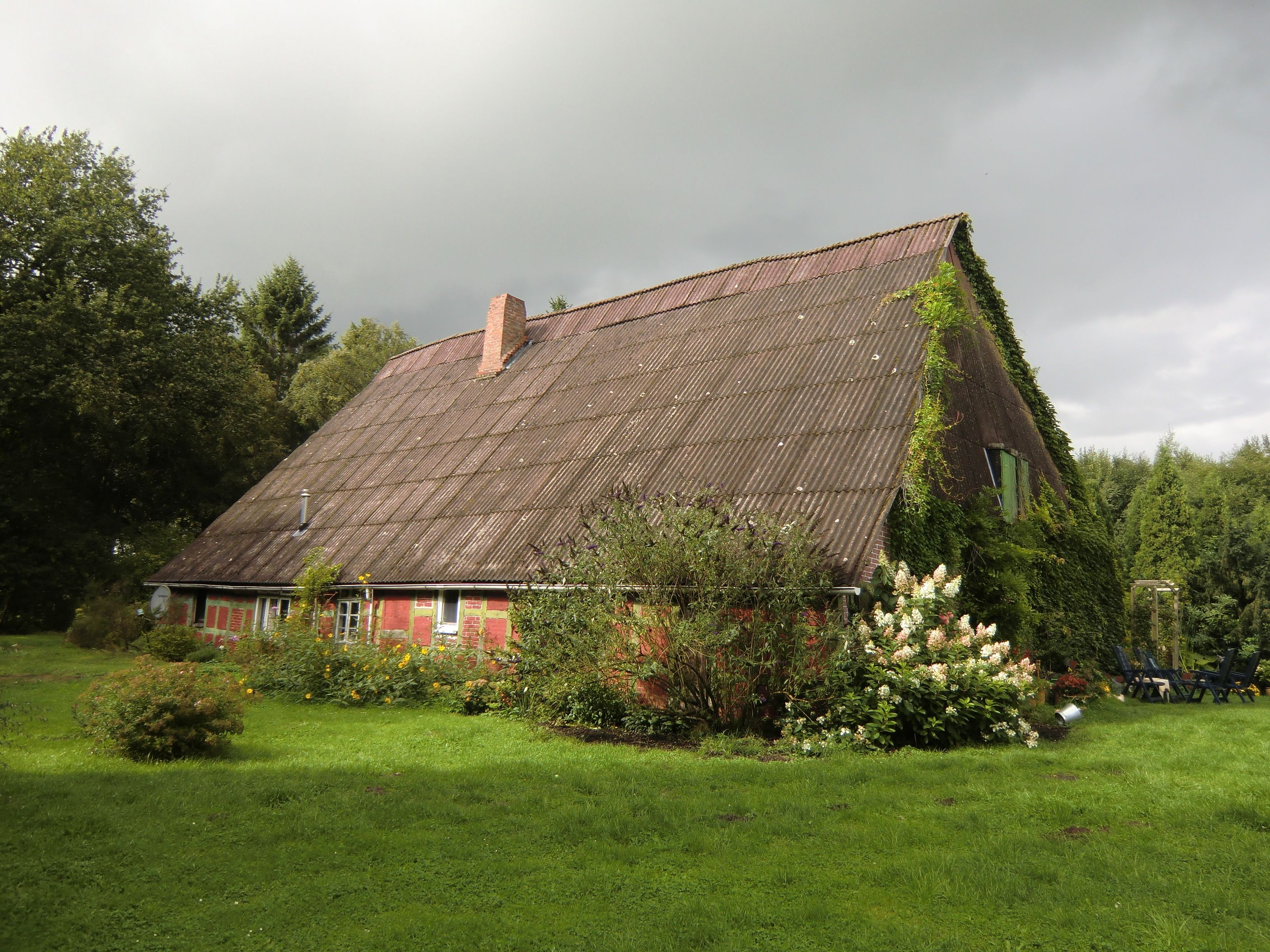
Nord- und Westfassade (2010)

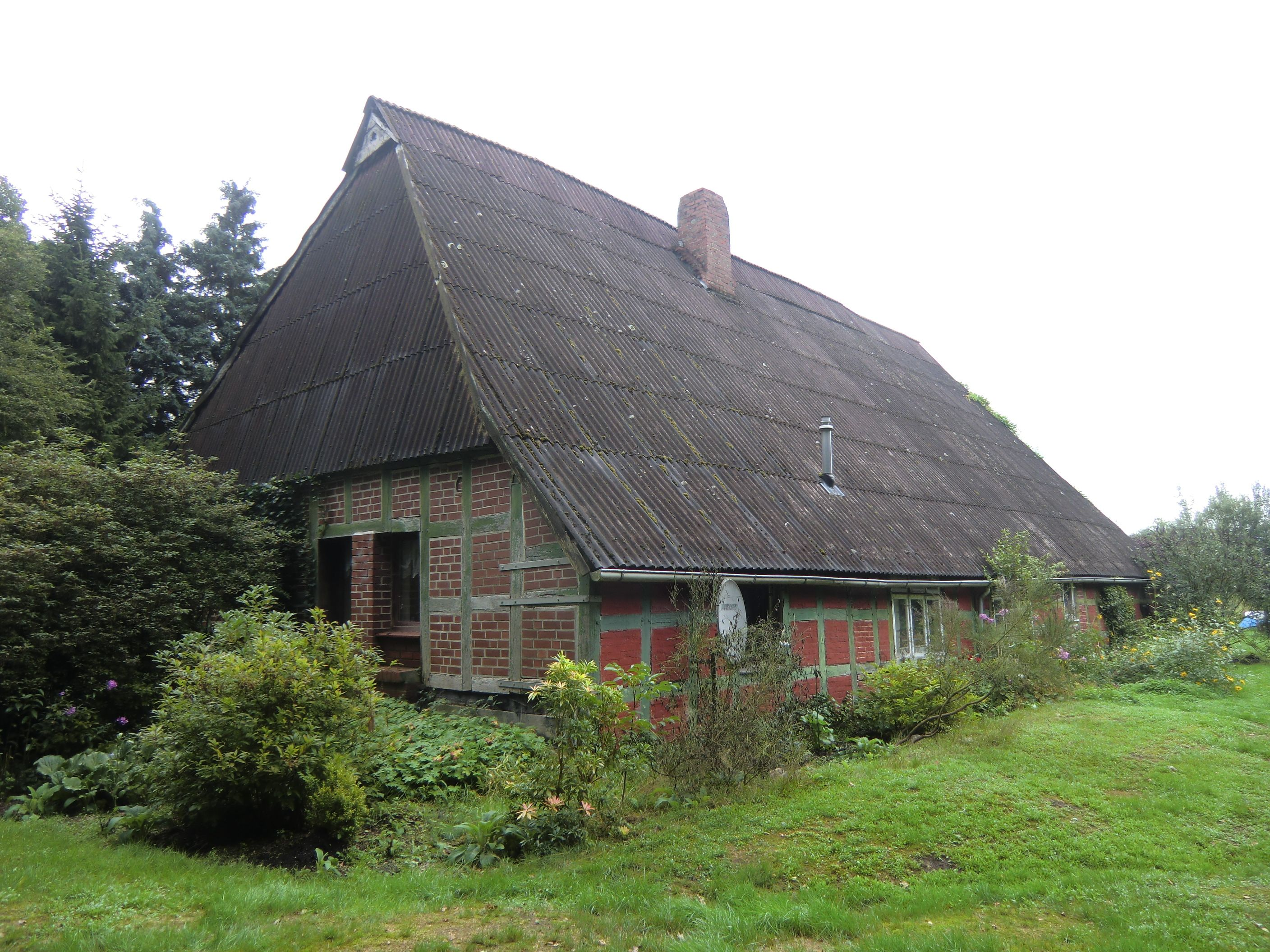
Ost- und Nordfassade (2010)

Das Wohn- und Wirtschaftsgebäude Findorfer Straße 4 am Oste-Hamme-Kanal in der niedersächsischen Gemeinde Gnarrenburg, Ortsteil Findorf, wurde am Ende des 18. Jahrhunderts gebaut. Aktuell (2025) wird es zum Wohnen genutzt.
Das Gebäude steht unter Denkmalschutz (siehe auch Liste der Baudenkmale in Gnarrenburg).

## Geschichte und Beschreibung
Findorf wurde 1781 im Zuge der Moorkolonisierung des Teufelsmoores gegründet. Es liegt südlich des Kernortes Gnarrenburg und gehört zum Landkreis Rotenburg (Wümme).
Das eingeschossige, giebelständige Gebäude als Zweiständer-Hallenhaus in Fachwerk mit Steinausfachungen, Krüppelwalmdach und Grooter Door wurde 1789 (Inschrift) an einem Stichweg gebaut. Das Innengerüst im Dielenbereich blieb erhalten.
Das Landesdenkmalamt befand u. a.: „… ein regionstypisches Hallenhaus des 18. Jahrhunderts in Zweiständerkonstruktion ….“